# Autorenhonorar
Das Autorenhonorar ist die Zuwendung, die ein freier Autor für die Erstellung von Texten erhält. Es ist entsprechend eine Form des Honorars, die sich auf eine Berufsgruppe eingrenzen lässt. Die heutige Praxis der Honorarzahlung basiert dabei auf dem Anspruch der Urheber eines Textes gegenüber dem Nutzer desselben, der sich aus dem Urheberrecht ergibt.

## Geschichte
Die frühesten Formen der Autorenhonorare sowie der Honorarzahlungen für sonstige Dienstleistungen im Bereich der Texterstellung und -bearbeitung (Redaktion, Lektorat etc.) lassen sich bis in das 15. Jahrhundert zurückverfolgen. Im 16. Jahrhundert war es übliche Praxis, die Autorenhonorare in Form von Widmungen, den Dedikationen, gegenüber potentiellen Sponsoren einzufordern. Diese wurden im Regelfall im Vorfeld nicht befragt und erhielten nach dem Druck des Werkes einen Anteil der Drucke mit dem Wunsch der Bezahlung unter Hinweis auf die Widmungen.
Ab dem 17. Jahrhundert etablierten sich feste Honorare, die als Pauschalhonorare bezeichnet und auf der Basis der Anzahl der Seiten und der Auflage einer Publikation berechnet wurden. Diese frühen Autorenhonorare wurden allerdings sehr häufig in Form von Tauschwaren bezahlt, beispielsweise dadurch, dass der Autor als Bezahlung andere Druckwerke, Lebensmittel oder andere Dinge bekam. Hinzu kam, dass viele Verleger und auch Autoren es ablehnten, für geistige Erzeugnisse (Philosophie, Lyrik, Poesie) Geld zu bezahlen bzw. anzunehmen.

„Bis weit ins 18. Jahrhundert herrschte somit ein Bewusstsein vor, das dem Gelehrten die umfassende wirtschaftliche Verwertung seiner Werke verwehrte. Für seine literarischen Arbeiten wurde ihm zwar ein Honorar oder eine sonstwie geldwerte Gegenleistung durchaus zugestanden, doch war dieses nicht der eigentliche Sinn und Zweck seiner schriftstellerischen Tätigkeit, er sollte es zumindest nicht sein.“

Honorare waren abhängig von der Bekanntheit des Autors. Die uneinheitliche Regelung von Urheberschaft sowie der Umgang mit Raubdrucken stellte ein weiteres Problem dar. Erst mit der Einführung des Urheberrechts sowie der Bildung verschiedener Interessenvertretungen wie dem 1825 gegründeten Börsenverein der Deutschen Buchhändler in Leipzig (heute Börsenverein des Deutschen Buchhandels) konnte diese Praxis vereinheitlicht werden.

## Heutige Honorarpraxis in Deutschland
Die Honorarzahlung für Autoren wird in Deutschland heute nach dem Urhebervertragsrecht § 32 UrhG in der Fassung vom März 2002 geregelt, wobei die endgültige Fassung aktuell noch in der Diskussion ist und sowohl seitens der Interessenvertreter der Autoren als auch seitens der Verlage Nachbesserung gefordert werden. Eine Vereinbarung zwischen dem Verband deutscher Schriftsteller und einer Reihe von Verlagen im Bereich der Belletristik sieht dabei im Wesentlichen sechs Punkte für die verbindliche Honorarregelung vor:
1. Eine Beteiligung an den verkauften Hardcoverausgaben in Höhe von acht bis zehn Prozent vom Nettoladenpreis sowie zusätzlich ein gestaffeltes Honorar bei besonderen Verkaufserfolgen.
2. Eine gestaffelte Beteiligung beim Verkauf von Taschenbuchausgaben abhängig von der Verkaufszahl: fünf Prozent bei einer verkauften Auflage von bis zu 20.000 Exemplaren, 6 Prozent bei bis 40.000, sieben Prozent bei bis 100.000 und acht Prozent bei über 100.000 Exemplaren. Hinzu kommt eine Beteiligung von vier bis sechs Prozent bei einer Sonderausgabe, deren Preis mindestens ein Drittel unter dem Preis der Originalausgabe liegen muss.
3. Bei der Verwertung von Nebenrechten wie der Nutzung in buchfremden Medien oder bei der Umsetzung zu Drehbüchern erhält der Autor 50 bis 60 % der Lizenzgebühren.
4. Im Normalfall erhält der Autor einen Vorschuss durch den Verlag.
5. Auf Wunsch des Verlages überträgt der Autor die Nutzungsrechte an den Verlag.
6. Je nach marktwirtschaftlichem Potenzial und literarischem Wert sind Autorenhonorar bzw. Gewinnverteilung heutzutage frei verhandelbar.

Neben diesen Vereinbarungen existieren allerdings auch weiterhin verschiedene Modelle der Honorierung bei Kinderbüchern, wissenschaftlichen Werken, Sachbüchern, Ratgebern und anderen Buch- und Medienformen oder auch bei Übersetzungen. Bei Lizenzen aus dem Ausland wird grundsätzlich kein gestaffeltes, sondern ein Garantiehonorar bezahlt.